# Belocephalus hesperus
Belocephalus hesperus är en insektsart som beskrevs av Morgan Hebard 1926. Belocephalus hesperus ingår i släktet Belocephalus och familjen vårtbitare. Inga underarter finns listade i Catalogue of Life.